# Susana Corcuera
Susana Corcuera Leunda (San Sebastián, 1963) es una política vasca, concejala de San Sebastián y miembro del Parlamento Vasco, por el PSE-EE.

## Biografía
Susana Corcuera Leunda nació en San Sebastián en 1963. Se licenció en Derecho en la Universidad del País Vasco.
Estuvo afiliada desde joven al Partido Socialista de Euskadi-Euskadiko Ezkerra e integró la ejecutiva de Patxi López cuando era Lendakari. Fue concejala del Ayuntamiento de San Sebastián (1987-2010), estuvo en el equipo municipal de Odon Elorza desde que él fuese elegido alcalde en 1991, principalmente en el área de Hacienda, y fue primer teniente de alcalde.
Actualmente y desde 2009 es miembro del Parlamento Vasco por Guipúzcoa por el Partido Socialista de Euskadi-Euskadiko Ezkerra y es la presidenta de la Comisión de Comercio, consumo y turismo del Parlamento Vasco.